# سیائه
انجمن نویسندگان و ناشران ایتالیا (ایتالیایی: Società Italiana degli Autori ed Editori) که با سرواژه سیائه (ایتالیایی: SIAE؛ ‏تلفظ ایتالیایی: [siˈa:e]) شناخته می‌شود، آژانس جمع‌آوری و نظارت بر حق نشر در ایتالیا است. این شرکت که در سال ۱۸۸۲ در پادشاهی ایتالیا تأسیس شد، واسطه انحصاری بین مؤلفان و خلق‌کنندگان آهنگ‌ها و مصرف‌کنندگان تین محصولات هنری است و جنبه‌های اقتصادی و توزیع بهره مالکانه حاصل از حق‌الامتیاز نشر موسیقی را برای نویسندگان و از طرف آنها مدیریت می‌کند. سیائه در دهه‌های ۲۰۰۰ و ۲۰۱۰، به دلیل تصمیم بحث‌برانگیزش برای مطالبه وجهی تحت عنوان «مالیات نسخهٔ اختصاصی سیائه» برای هر لوح‌های فشرده، دی‌وی‌دی و درایو دیسک سخت که از سال ۲۰۰۱ در ایتالیا فروخته شده‌است، بر سر زبان‌ها افتاد. از سال ۲۰۱۳ تا فوریه ۲۰۱۵ سخنگوی اصلی سازمان سیائه ترانه‌سرا جینو پائولی بود که رئیس انجمن بود. پس از اینکه پائولی به دلیل فرار مالیاتی تحت پیگرد و بازجویی قرار گرفت، استعفا داد. سپس فیلیپو شوگر به عنوان رئیس منصوب شد. رئیس فعلی نیز ترانه‌سرای مشهور ایتالیایی موگول است.